# Bethylinae
Sous-famille
Les Bethylinae sont une sous-famille d'insectes hyménoptères de la famille des Bethylidae.

## Liste des genres
- Bethylus Latreille, 1820
- Eupsenella Westwood, 1874
- Goniozus Förster, 1856
- Lytopsenella Kieffer, 1911
- Odontepyris Kieffer, 1904
- Prosierola Kieffer, 1905
- Sierola Cameron, 1881